# 민스트럴 쇼
민스트럴 쇼(영어: minstrel show)는 남북 전쟁 전후에 유행했던 미국 엔터테인먼트 쇼 중 하나로, 얼굴을 검게 칠한(블랙페이스) 백인이 특히 연출된 춤과 음악, 촌극 등을 섞어서 공연했다.

## 개요
민스트럴 쇼는 흑인에 대한 틀에 박힌 사고(스트레오타입)로 우습게 희화된 방식으로 흑인을 풍자했다. 1830년대에 간단한 막간의 익살극(Entr'acte)으로 시작하여, 이후 10년 간 완전한 형태를 갖추게 되었다. 19세기 말에 가서야 인기가 시들해지며, 보드빌 쇼에 그 자리를 물려주게 되었다. 프로 엔터테인먼트물로는 1910년경까지 생존하였으며, 아마추어물로는 지방의 고등학교와 동료들과 극장 등에서 1950년대까지 존속했다.
미국 독립 전쟁 이후 미국에서는 흑인이나 인디언을 비롯한 유색 인종에 대한 인종 차별이 합법적이었지만, 인종 차별과의 긴 싸움 끝에 1964년에 《투표권법》이 시행되면서 유색 인종이 법적으로도, 사회적으로도 인종 차별에 승리하여 정치적 영향을 갖게 된 결과, 민스트럴 쇼는 인종 차별을 조장하는 것으로 인식되면서 대중성을 상실했다.